# Eublemma chionophlebia
Eublemma chionophlebia là một loài bướm đêm trong họ Erebidae.